# Albatros D.VI
L'Albatros D.VI, designazione aziendale L 28, fu un caccia monomotore biplano sviluppato dalla allora azienda tedesco imperiale Albatros Flugzeugwerke GmbH negli anni dieci del XX secolo e rimasto allo stadio di prototipo.
Caratterizzato da una configurazione a doppia trave di coda e motore spingente, rimase danneggiato durante il suo volo inaugurale ed il suo sviluppo venne interrotto per dare priorità ad altra produzione.

## Storia del progetto
Come risultato della veloce evoluzione dell'arma aerea durante tutta la prima guerra mondiale, dove entrambe le contrapposte forze delle nazioni della Triplice intesa e degli Imperi centrali riuscivano a sviluppare aerei sempre più avanzati, all'inizio del 1918, l'Idflieg esortava le aziende aeronautiche a sviluppare nuovi modelli in grado di raggiungere prestazioni superiori di quelle fornite dai velivoli già in servizio nei reparti della Luftstreitkräfte, la componente aerea del Deutsches Heer (l'esercito imperiale tedesco). In quest'ambito l'Albatros Flugzeugwerke avviò lo sviluppo di un nuovo modello che usciva dai canoni classici dei precedenti caccia progettati per l'azienda dall'ingegnere Robert Thelen.
Il progetto, identificato dall'azienda come L 28, era relativo ad un velivolo monoposto a velatura biplana e carrello fisso, ma che reintroduceva un'impostazione che non aveva riscosso molto successo tra i progetti dei pari ruolo dell'epoca, la configurazione spingente, abbinata ad una struttura a doppia trave di coda. e già adottata dall'azienda nel suo precedente C.II da ricognizione armata biposto.
Il prototipo, realizzato nel corso del 1917 ed al quale l'Idflieg assegnò la designazione ufficiale D.VI, venne equipaggiato con un motore Mercedes D.IIIa, un 6 cilindri in linea raffreddato a liquido da 180 PS (132 kW), e dotato di un insolito armamento, abbinando alla classica mitragliatrice LMG 08/15 Spandau calibro 7,92 mm posizionata in caccia utilizzata nei D-Typ un cannoncino automatico Becker 20 mm Type M2 camerato per la cartuccia 20 × 70 mm RB.
Portato in volo per la prima volta nel febbraio 1918, al termine delle prime prove il velivolo subì un consistente danno al carrello in fase di atterraggio e si decise di rimandarne la sua riparazione. In seguito, a causa delle priorità date ai modelli già in produzione, nel maggio di quello stesso anno ne venne abbandonato lo sviluppo recuperandone il motore riutilizzato su altri modelli dell'azienda.

## Utilizzatori
Germania
- Luftstreitkräfte (previsto)